# اتحاد أندلسية لكرة القدم
الاتحاد الملكي الأندلسي لكرة القدم ويُرمز لهُ بـ(RFAF) هو اتحاد كرة قدم مسؤول عن جميع مُسابقات كرة القدم بكلِّ أشكالها في إقليم أندلسية. دُمج الاتحاد معَ الاتحاد الملكي الإسباني لكرة القدم ويقع مقرهُ الرئيسي في إشبيلية وله مكاتب في عواصم المُقاطعات.
نشأت فيما يسمى Federación Novena de Football Clubs برئاسة فرانسيسكو خافيير ألبا وتأسست في 22 فبراير 1915، وكان مُنظمًا لمختلف أحداث كرة القدم التي تحدث في المجتمع بعد ازدهار اللعبة في العقد الثاني من القرن العشرين، بما في ذلك بطولة الجنوب (مسابقة الدوري الإقليمية التي كانت تتأهل أفضلُ فرقها لكأس المَلك) حتى نهاية الثلاثينيات. كانت تسمى Federación Regional Sur مُنذ عام 1916 إلى أنْ اتخذت اسمها الحالي في 17 مارس 1950.

## وصلات خارجية
- الموقع الرسمي
 بِاللُّغة الإسبانية.